# Akkerhaugen
Akkerhaugen è un villaggio della Norvegia, situato nella municipalità di Midt-Telemark, nella contea di Telemark.